# وزارت امور خارجه
وزارت امور خارجه وزارت خانه‌ای است که بنا بر نیاز به ارتباط دنیای خارج از هر کشور و از طریق دیپلماسی تأسیس شده‌است.

## در کشورها
- وزارت امور خارجه (ایران)
- وزارت امور خارجه (افغانستان)